# Hay algo en el agua
Hay algo en el agua es un documental canadiense de 2019, dirigido por Elliot Page e Ian Daniel. Un análisis del racismo ambiental, la película explora el efecto desproporcionado del daño ambiental en las comunidades negras canadienses y de las Primeras Naciones en Nueva Escocia. La película toma su nombre del libro de Ingrid Waldron sobre el racismo ambiental, Hay algo en el agua.

## Sinopsis
La película comienza describiendo las condiciones de la comunidad negra en las afueras de Shelburne, Nueva Escocia, donde no se abordó la correlación entre el agua de pozo contaminada y las elevadas tasas de cáncer. La película también explora las comunidades indígenas de Nueva Escocia, como la Primera Nación Pictou Landing, que se vio afectada por la contaminación del agua en Boat Harbour, y la Primera Nación Sipekneꞌkatik, y su lucha contra el plan de una compañía de gas de liberar salmuera en el río Shubenacadie.

## Producción
La película fue codirigida y producida por Elliot Page e Ian Daniel, quienes previamente habían trabajado juntos en la serie documental Gaycation. El documental, que comenzó en abril de 2019, se filmó en Nueva Escocia e incluye entrevistas con varios activistas ambientales de comunidades marginadas, junto con imágenes de noticias de archivo. Page hizo la película con 350.000 dólares de su propio dinero.

## Lanzamiento
La película se estrenó en el Festival Internacional de Cine de Toronto de 2019 y se lanzó en Netflix el 27 de marzo de 2020.

## Recepción
En el agregador de reseñas Rotten Tomatoes, 79% de 14 reseñas de los críticos son positivas y la calificación promedio es 7.3/10. Según Metacritic, que muestreó a seis críticos y calculó una puntuación media ponderada de 62 sobre 100, la película recibió "críticas generalmente favorables".
Jordan Mintzer de The Hollywood Reporter dio una reseña mayoritariamente positiva, concluyendo que "Hecha en un formato de documental estándar que incluye una voz en off y demasiada música llorosa, Water hace su trabajo con bastante claridad, subrayando una situación que sigue siendo grave a pesar de lo que parece ser una creciente conciencia del nivel de conciencia en todo el país".
En parte como resultado de la conciencia que generó la película, la Cámara de Representantes de Canadá aprobó un proyecto de ley en marzo de 2023 para abordar el racismo ambiental. El proyecto de ley recibió la sanción real en junio de 2024.